# Jurgów

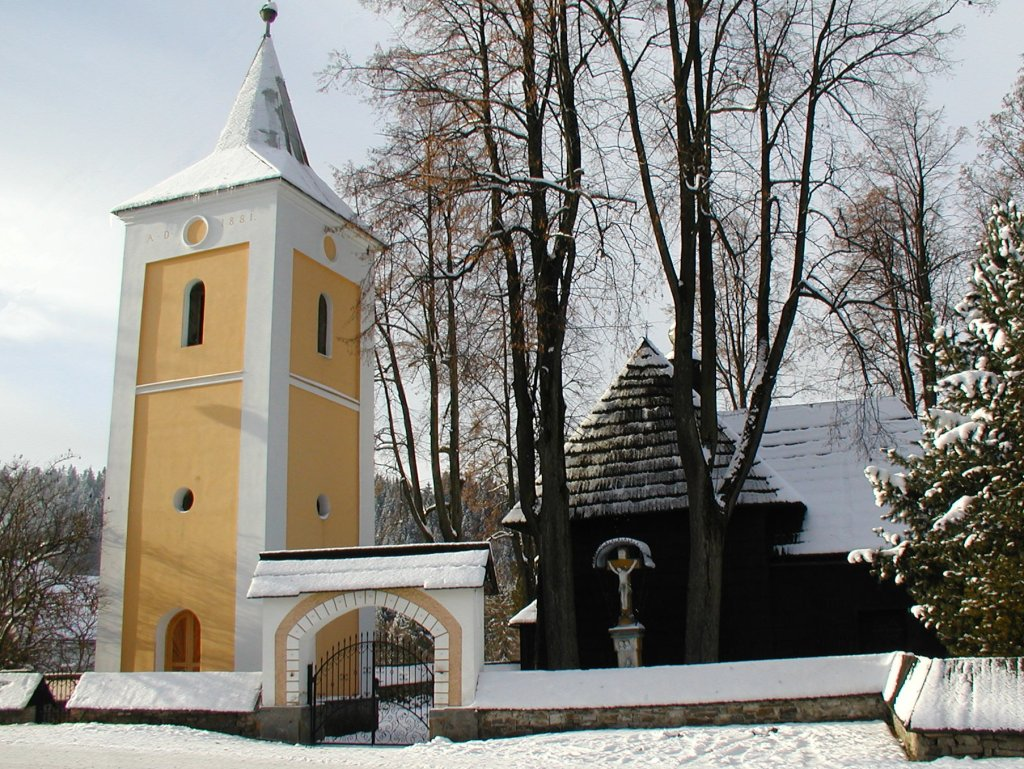
Barocke Holzkirche

Jurgów (deutsch Jurkau/Joerg, slowakisch Jurgov, ungarisch Szepesgyörke) ist ein kleines Dorf mit etwa 830 Einwohnern in der Landgemeinde Bukowina Tatrzańska der Woiwodschaft Kleinpolen.

## Geographie
Der Ort liegt in der Polnischen Zips direkt an der Grenze zur Slowakei am rechten Ufer des Flusses Białka. Bis zum Beitritt Polens und der Slowakei zum Schengener Abkommen befand sich ein Grenzübergang an der Landstraße DK49 im Ort.

## Geschichte
Jurgów ist eines der vierzehn Dörfer in der Polnischen Zips.
Der Ort wurde im Jahre 1546 mit dem Walachischem Recht gegründet.
Im 19. Jahrhundert wurde Slowakisch die Sprache der Kirche und der Schule, aber die lokalen Goralen sprachen Goralisch, einen polnischstämmigen Dialekt, der in den ungarischen Volkszählungen im Gegensatz zu den goralischen Dörfern der Arwa immer als Slowakisch betrachtet wurde. Später wurde eine Politik der Magyarisierung betrieben.
1918, nach dem Ende des Ersten Weltkriegs und dem Zusammenbruch der k.u.k. Monarchie, wurde das Dorf Teil der neu entstandenen Tschechoslowakei. In Folge der Tschechoslowakisch-polnischen Grenzkonflikte im Zips-Gebiet wurde der Ort 1920 der Zweiten Polnischen Republik zugesprochen. Zwischen den Jahren 1920 und 1925 gehörte er zum Powiat Spisko–Orawski, ab 1. Juli 1925 zum Powiat Nowotarski. Im Jahr 1921 hatte die Gemeinde 136 Häuser mit 648 Einwohnern, davon alle römisch-katholisch, 647 Polen, 1 anderer Nationalität.
Von 1939 bis 1945 wurde das Dorf ein Teil des Slowakischen Staates.

## Sehenswürdigkeiten
- Die Holzkirche St. Sebastian aus der zweiten Hälfte des 17. Jahrhunderts mit einer reichen barocken Ausstattung sowie einem steinernen, freistehenden Glockenturm von 1881.
- Das ethnografische Museum Zagroda Sołtysów (Dorfschulzen-Hof) in einem Holzhaus von 1861 ist eine Zweigstelle des Tatra-Museums in Zakopane.

## Wintersport
Auf dem Gemeindegebiet befindet sich das Skigebiet Jurgów, das zum Skipassverband TatrySki gehört.